# Маргарита Зацкін
Маргари́та За́цкін (ісп. Margarita Zatzkin, нар. травень 1884, Одеса — квітень 1927, Росаріо, Аргентина) — перша жінка-провізор (1906) та перша жінка-хірург (1909), яка закінчила Національний університет Кордови, Аргентина. Аргентинська феміністка.

## Біографія
Народилась в Одесі, в той час під російським імперським правлінням. Прибула в Аргентину з батьками в 1891 році у 7 років як неграмотна єврейська іммігрантка. Бувши першою іноземкою, яка вимагала прийняти її як звичайну студентку в Національний коледж Монсеррат, де здобула бакалаврський у 1902 р.
Борис Бланк переказує у книзі «Monseñor Pablo Cabrera y Margarita Zatzkin, la hebrea» небезпечне життя Маргарити Зацкін, яка втекла від антисемітських погромів царської Росії, переходячи від селянського способу життя до подорожі в антисанітарних умовах до Кордови. Її історія схожа на біографії Сесілії Грірсон, Ельвіри Росон, Петрони Ейле, Тереси Ратто, Хульєти Лантері та Алісії Моро, які були випускницями медичних закладів між 1889 та 1914 роками, дочками батьків-іммігрантів. Всі вони присвятили себе гінекології та піклуванню про здоров'я жінок.
Наприкінці XIX століття в Аргентині було два університети — у Кордові та Буенос-Айресі — з факультетами медицини, права та природничих наук. На початку дуже мало жінок вступили до університету, як правило, вони були схильні до медицини, акушерства чи фармації.
У Національному університеті Кордови в той час жінкам «дозволяли» вчитися на акушерок, а потім на лікарок. Цей звичай ґрунтувався на тому, що на жінок традиційно покладали функції догляду та допомоги та на тому, що єдиною роллю, відведеною жінкам патріархальним суспільством, було материнство.
Маргарита Зацкін здобула ступінь фармацевта, коли їй було лише 22 роки (1906). Її захоплення Ноєм Ярчо, лікарем бідних єврейських поселенців, зародило в ній покликання до медицини.
Захистила докторську дисертацію в гінекології в 1909 р. З того часу до 1927 року в Кордові захистились ще п'ять хірургинь: Ампаро Лафарга, Ісабель Родрігес, Роза Раковська, Марина Капеллоні та Роза Нава.
Труднощі Маргарити Зацкін в її університетській кар'єрі задокументовані, підкреслюючи дискримінацію, яку вона зазнала так само, як і перші жінки, які вивчали медицину, з боку колег та влади, яка вказувала жінкам навчатися в окремих класах.
У 1910 році Маргарита Зацкін переїхала до Росаріо з чоловіком, доктором Еліасом Феррандесом де ла Пуенте, щоб зарекомендувати себе провізором.